# London (film)
A London 2005-ben bemutatott amerikai romantikus filmdráma, melyet Hunter Richards írt és rendezett. A főszerepekben Chris Evans, Jason Statham, Jessica Biel, Joy Bryant, Kelli Garner és Isla Fisher láthatóak.
Az Amerikai Egyesült Államokban 2006. február 10-én mutatták be. Magyarországon DVD-n jelent meg szinkronizálva.

## Cselekmény
New Yorkban a drogfüggő Sydet az ital és a drogok emésztik – hiányzik barátnője, London, aki hat hónapja szakított vele kétéves kapcsolat után. Amikor Syd megtudja, hogy London barátai búcsúbulit rendeznek neki, úgy dönt, meghívó nélkül elmegy a partira. Előtte egy bárban találkozik a bankár és drogdíler Batemannel, akitől kokaint vásárol, és meghívja új ismerősét, hogy menjen vele a buliba. Miközben Bateman a fürdőszobába zárkózva kokaint szippant és italozik, Syd felidézi Londonhoz fűződő kapcsolatának pillanatait, beleértve azt is, hogy a barátnőjének számtalan kérése ellenére sem mondta soha, hogy „szeretlek”. Bateman a kokain hatása alatt „megnyitja szívét”, és elmondja Sydnek impotenciaproblémáját; végül meggyőzi Sydet, hogy beszéljen Londonnal.

## Szereplők
| Szerep              | Színész       | Magyar hang  |
| ------------------- | ------------- | ------------ |
| London              | Jessica Biel  | Csondor Kata |
| Syd                 | Chris Evans   | Bozsó Péter  |
| Bateman             | Jason Statham | Epres Attila |
| Mallory             | Joy Bryant    | Kéri Kitty   |
| Maya                | Kelli Garner  | Pikali Gerda |
| Rebecca             | Isla Fisher   | Mezei Kitty  |
| George              | Dane Cook     | Betz István  |
| terapeuta           | Louis C.K.    | N/A          |
| uralkodónő          | Casey LaBow   | N/A          |
| Lilly               | Kat Dennings  | N/A          |
| gyilkos egy álomban | Antonio Muñoz | N/A          |

## Filmzene
A filmzenét a Crystal Method amerikai electronica együttes szerezte.
1. "London"
2. "Restless" (Evil Nine Toastie Tayl-val együtt)
3. "Smoked" (Troy Bonnes)
4. "Fire to Me" (vs. Hyper)
5. "Roboslut"
6. "Defective"
7. "Vice"
8. "Crime" by Troy Bonnes
9. "C'mon Children" by The Out Crowd
10. "Onesixteen"
11. "Sucker Punch" by Connie Price and the Keystones
12. "Glass Breaker" (Charlotte Martin)
13. "I Luv U"
14. "Nothing Like You and I" by The Perishers